# 두브롭카역 (모스크바 중앙 순환선)
두브롭카역(러시아어: Дубровка)은 모스크바 지하철 모스크바 중앙 순환선의 역이다.

## 구조
두브롭카 역은 1면 2선의 섬식 승강장 구조를 갖는다. 입구 로비는 서쪽 끝에 위치하고 있으며 ICJ와 보행자 전용 도로와 연결되어 있다. 입구는 역사 내 꼭대기 층에서 관광용 체육관 입구까지 이어진다. 계단과 에스컬레이터의 경사면은 꼭대기 층에서 플랫폼까지 확장되어 있다. 보행자 육교와 플랫폼은 하얀색으로 장식되어 있다. 보행자 육교는 두 개의 측면 입구가 존재하는데, 하나의 통로는 엘리베이터가 있고, 다른 한쪽은 모세카 쇼핑 센터로 연결된다.

## 통계
두브롭카 역은 31개 역 중 18번째 정거장이다. 2017년에는 평균 승하차 인원에 대하여 1일 14,000명, 한 달에 420,000명이었다.

## 환승
두브롭카 역에서는 류블린스코 드미트롭스카야 선의 두브롭카 역으로 무료 환승이 가능하다. 그 외에도, 동일 노선의 코주홉스카야 역과도 간접 무료 환승이 가능하지만 1km 이상의 거리를 두고 있다.

## 사진

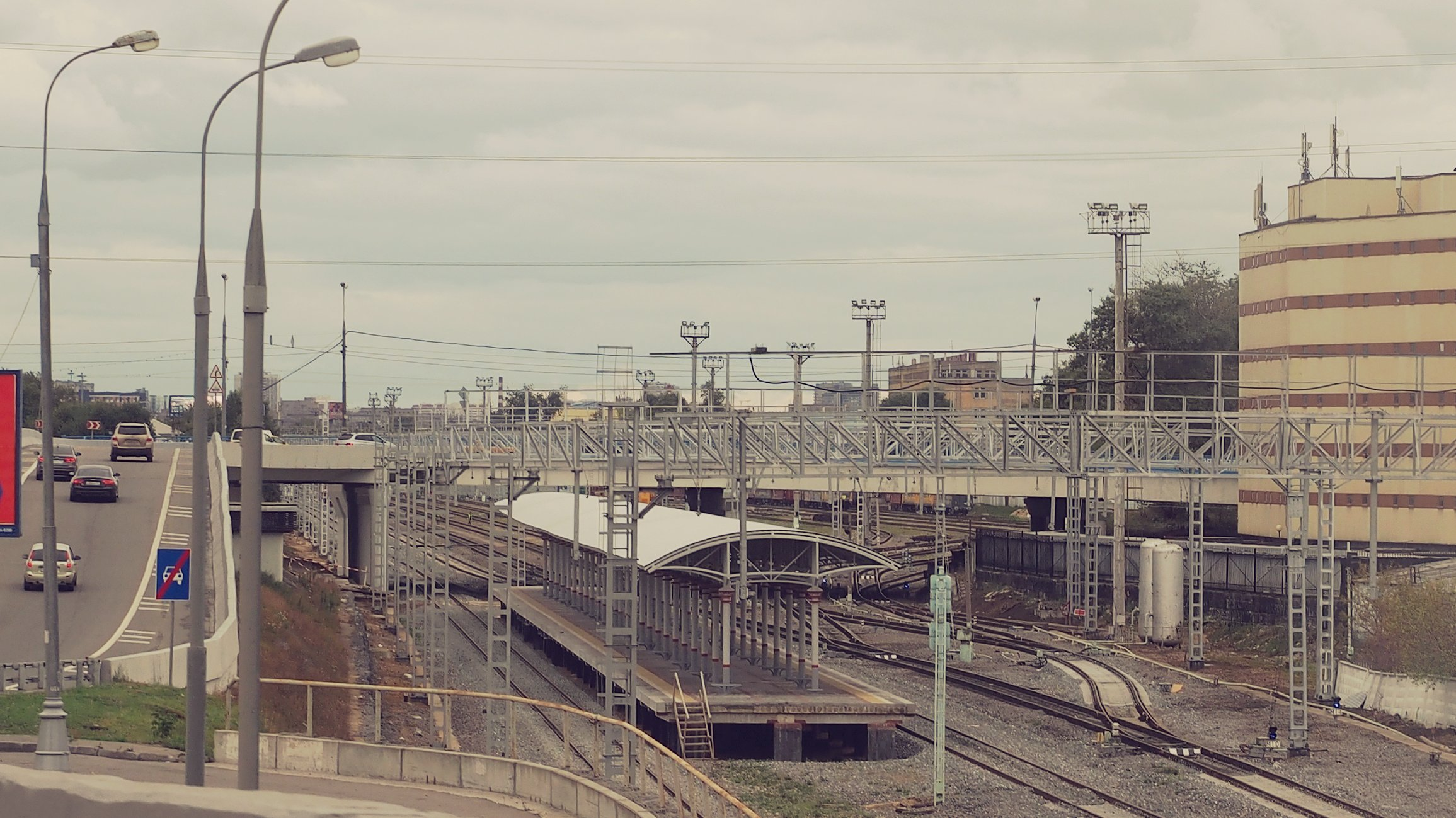
2015년 건설 당시 모습
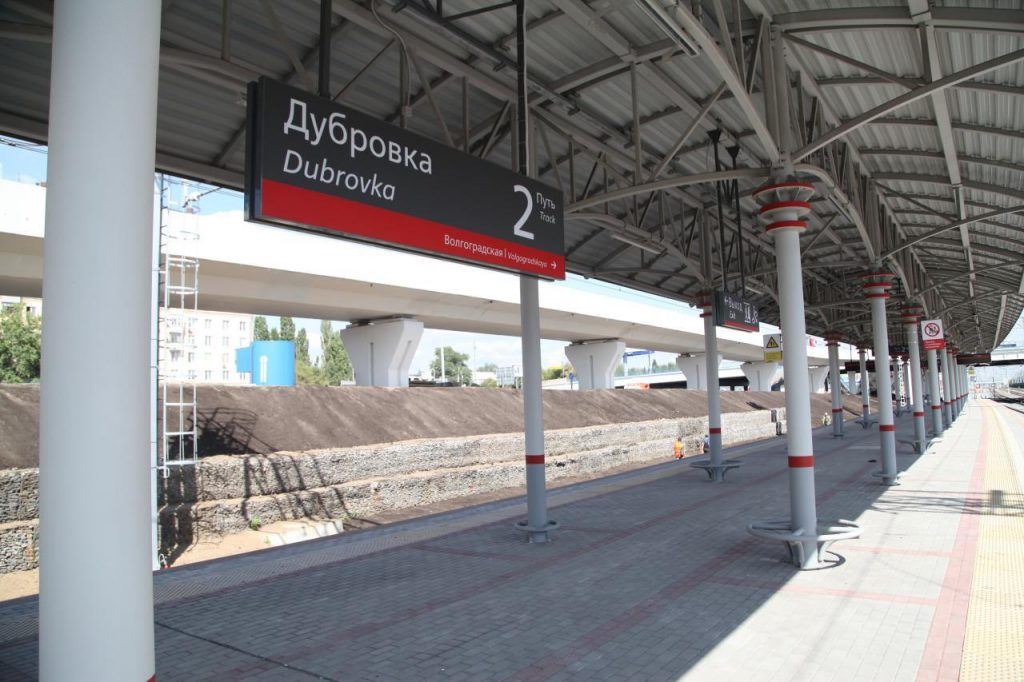
역명판
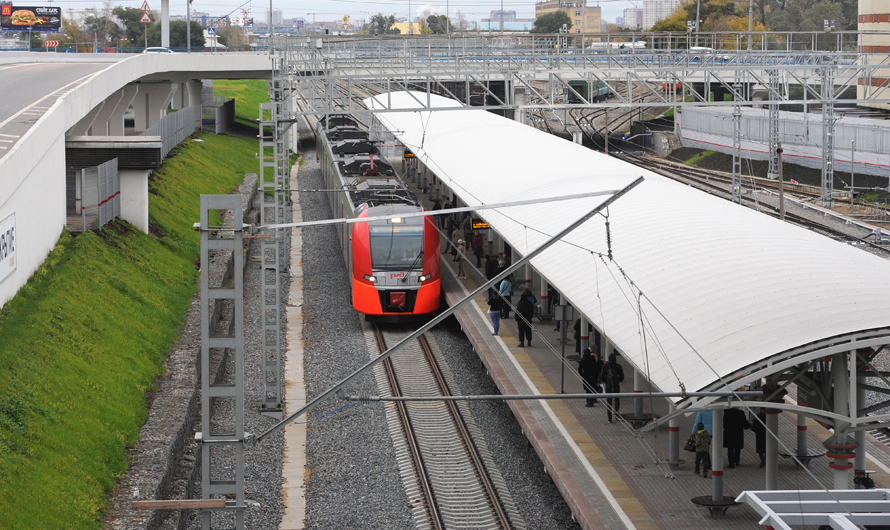
플랫폼 전경
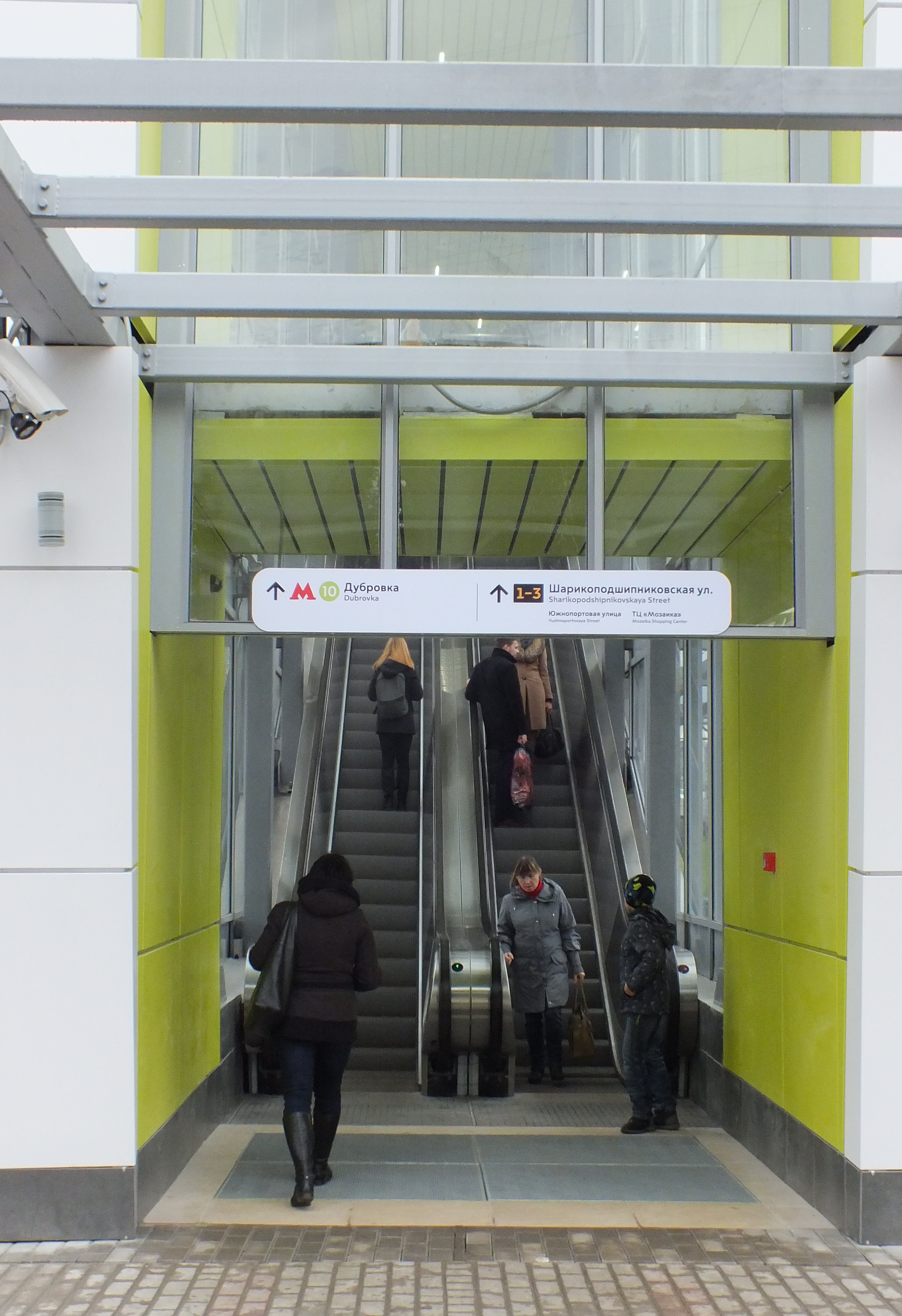
류블린스코 드미트롭스카야 선 연결 에스컬레이터